# ホーズショップの戦い
ホーズショップの戦い（ホーズショップのたたかい、英: Battle of Haw's Shop、またはエノン教会の戦い、英: Battle of Enon Church）は、南北戦争の4年目に入った1864年5月28日、バージニア州ハノーバー郡で、北軍ユリシーズ・グラント中将のオーバーランド方面作戦の中で、南軍ロバート・E・リー将軍の北バージニア軍と対抗した戦闘である
グラントは5月23日から26日に行われたノースアンナの戦いに続く膠着状態を放棄し、再度リー軍の右翼を大きく回り込んで、パムンキー川を遮蔽にして南西に動いた。リー軍は真っ直ぐ南に動き、トトポトミー・クリークの南岸に陣地を採った。南軍はウェイド・ハンプトン少将の指揮する騎兵隊を派遣して、グラントの次の動きに関する情報を集めさせた。5月28日、ハンプトン隊がデイビッド・マクマートリー・グレッグ准将の指揮する北軍騎兵隊に遭遇した。それに続いた戦闘で騎兵が馬を降り、防御のために土盛り工作物を使ったものとなり、両軍とも勝利に繋がるものを得られなかった。グレッグはアルフレッド・T・A・トーバート准将師団の2個旅団、およびジョージ・アームストロング・カスター准将の旅団の援軍を受け、渾身の攻撃を掛けたが、その時にハンプトンは撤退の命令を出していた。
7時間続いた戦闘では決着が付かなかったが、オーバーランド方面作戦の中では2番目に重要な騎兵戦となり、この戦争の中でも犠牲の多いものとなった。両軍ともに勝利を主張した。北軍フィリップ・シェリダン少将が指揮する騎兵軍団は、ハンプトン隊を戦場から駆逐し、北軍騎兵隊の優秀さを示したと豪語した。しかし、ハンプトンは北軍騎兵隊の攻撃を7時間持ち堪え、その偵察対象に当たることを阻止し、グラント軍の配置についての貴重な情報をリー将軍に伝えることができた。

## 背景

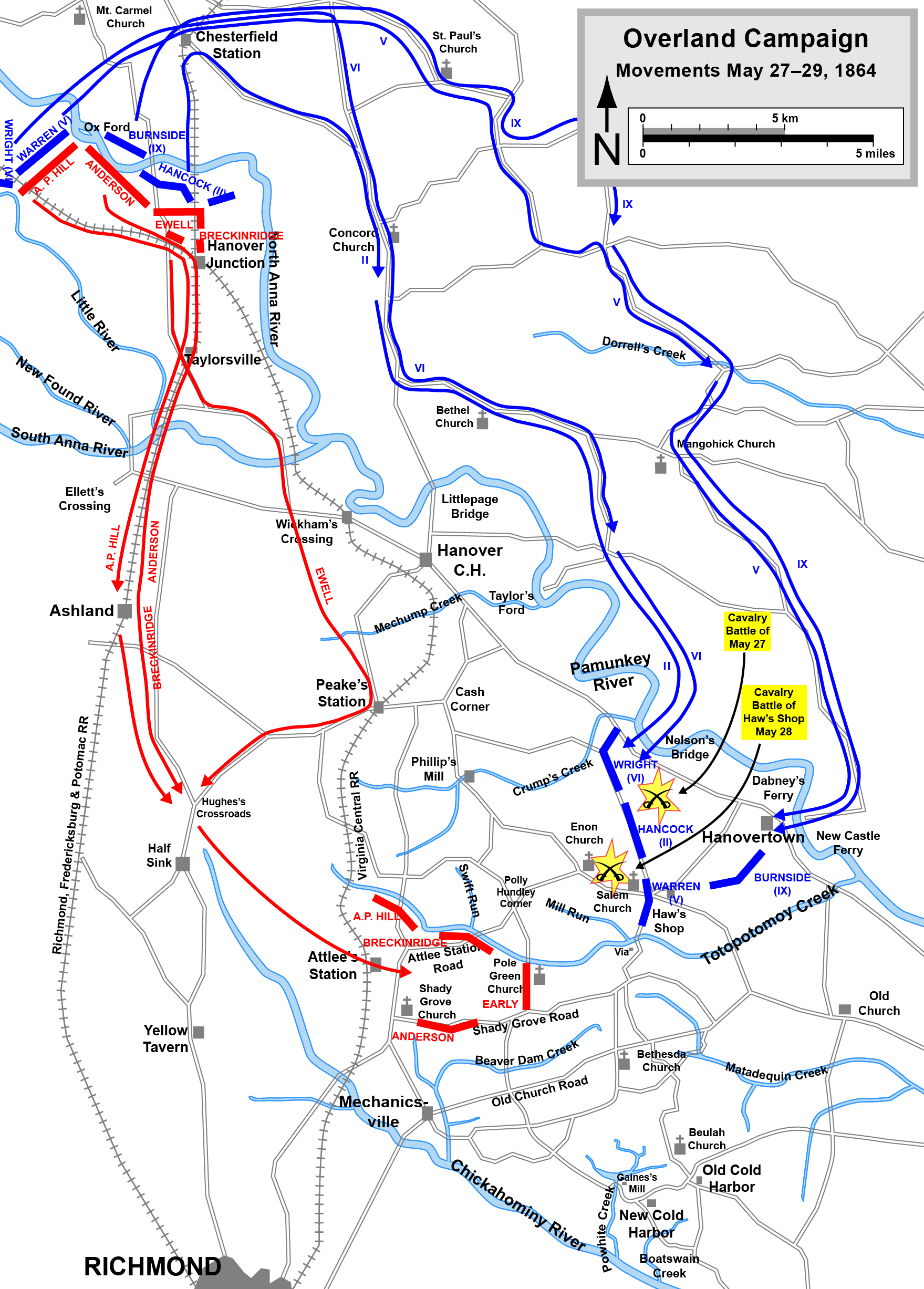
ノースアンナの戦い後のオーバーランド方面作戦の動き、1864年5月27日から29日
南軍
北軍

ノースアンナの戦い後、グラント軍とリー軍はその対面する土盛り工作物の中で膠着状態となった。グラントはこの方面作戦の中で、荒野の戦い（5月5日-7日）とスポットシルバニア・コートハウスの戦い（5月8日-21日）の後で2回やっていた様に、リー軍の右翼を回り込み、南軍の首都リッチモンドに近づいて、リー軍を会戦に引き込もうと期待していた。まず真東に動いてパムンキー川を渡った。直接南に動いていたならば、リトル川、ニューファウンド川、サウスアンナ川と3つの川を渡らねばならず、リーが操作できる小さな障害になっていたはずだった。パムンキー川の東岸では南軍から効果的に遮蔽され、さらに川沿いに新しく作られた基地であるホワイトハウス・ランディングから補給を受けることもできた。
しかしグラントは、移動を始める前に、リー軍から離れるという問題に直面することになった。両軍は接近して対峙していただけでなく、グラント軍は当初ノースアンナ川を越えて北に動く必要があったので、攻撃を受ければ大変脆弱な状況になるはずだった。グラントはその意図を隠すために一連の偽装工作を行うことにした。5月26日、ジェイムズ・H・ウィルソン准将の指揮で騎兵師団をリトル川に送って南軍前線の西端を探らせ、一方でアルフレッド・T・A・トーバート准将とデイビッド・グレッグ准将の騎兵師団の兵士を、グラントが渡河を計画するパムンキー川の地点の10マイル (16 km) 上流にあるリトルペイジ橋とテイラーの浅瀬に派遣した。リーはノースアンナの戦いのときに下痢を発症して起き上がれなくなっていたために、このときもテントの中に居り、グラントの行動に幻惑され、北軍はこの方面作戦で初めて西に動こうとしていると想定することになった。
北軍の歩兵隊は5月26日の日暮れ後に密かに撤退し、27日の朝までには無事にノースアンナ川の北に出ていた。アンブローズ・バーンサイド少将の指揮する第9軍団と、ウィンフィールド・スコット・ハンコック少将の指揮する第2軍団が川の渡河地点を守る位置に留まり、一方ガバヌーア・ウォーレン少将の第5軍団とホレイショ・ライト少将の第6軍団は、フィリップ・シェリダン少将の騎兵隊に引導され、南東に約34マイル (54 km) のハノーバータウンに近い渡河地点に向かって行軍を始めた。
リーは敵軍が離れてしまったことに気付くと、その軍を速やかに反応させて動かした。リチャード・H・アンダーソン少将とリチャード・イーウェル中将、A・P・ヒル中将指揮下の3個軍団を、リッチモンド・フレデリックスバーグ・アンド・ポトマック鉄道に沿って南下させ、その後は陸路をバージニア・セントラル鉄道のアトリー駅に向かわせた。そこはリッチモンド市の北僅か9マイル (14 km) の地点だった。そこではトトポトミー・クリークと呼ばれる水流の背後に都合よく陣取ることができ、グラント軍が鉄道あるいはリッチモンド市に向かって動いても守ることができた。パムンキー川の南岸下流にノースカロライナ騎兵隊の小さな旅団を派遣して、可能な限り北軍の前進を偵察し、嫌がらせを掛けさせもしていた。この行軍の間、リーはその病気のために荷車で運ばれていた。イーウェルも同様な症状で寝ており、救急車で運ばれていた。その状態は重篤であり、一時的にジュバル・アーリー少将に指揮権を渡していた。
5月27日、北軍騎兵隊がパムンキー川の南岸、ダブニーの浅瀬に橋頭堡を構築した。ジョージ・カスター准将のミシガン騎兵旅団が、浅瀬を守っていた南軍騎馬哨戒兵を蹴散らし、工兵1個連隊が舟橋を構築した。カスターの部隊はセイラム教会の北で、南軍フィッツヒュー・リー少将の騎兵隊、ブラッドリー・T・ジョンソン大佐のメリーランド第1連隊、ジョン・A・ベイカー大佐のノースカロライナ旅団と活発な戦闘を行った。南軍は多勢な敵の圧力に屈して後退した。このときトーバート師団の残りが川を渡り、その後にグレッグの騎兵師団、歩兵の師団と続いた。
リーは、グラントに対抗する最良の防御陣地がトトポトミー・クリーク南岸にある低い尾根だと分かったが、グラントの具体的作戦について確信が持てなかった。グラントがハノーバータウンで力づくでパムンキー川を渡る意図でなければ、北軍が南軍の側面を衝き、直接リッチモンド市に向かうことができるはずだった。リーは、ウェイド・ハンプトン少将の騎兵隊に威力偵察を行って北軍騎兵隊の遮蔽を破り、北軍歩兵隊を見つけるよう命令した。

### 対戦した戦力
ウェイド・ハンプトンは戦死したJ・E・B・スチュアートの跡を継いで騎兵軍団を指揮する候補者2人のうちの1人であり、トマス・ロッサー准将の指揮するローレル旅団を連れて来ていた。もう一人の候補者とはフィッツヒュー・リー少将であり、ウィリアムズ・C・ウィッカム准将の旅団を伴っていた。ハンプトン隊の残りは、ジョン・R・シャンブリス准将の1個旅団と、ジョン・A・ベイカー大佐の旅団の一部（どちらもW・H・F・リー少将の師団から来ていた）、マシュー・C・バトラー准将の新しい旅団（新しく結成され、経験の無いサウスカロライナ第4および第5騎兵連隊、一時的にB・フーガー・ラトリッジ大佐が指揮、およびジョン・M・ミレン大佐のジョージア第20大隊）、および騎馬砲兵隊の幾らかの部分で構成されていた。
ハンプトンの騎兵隊に直接対抗した北軍騎兵隊は、デイビッド・マクマートリー・グレッグ准将指揮下の第2師団であり、ヘンリー・E・デイビーズ・ジュニア准将とJ・アービン・グレッグ大佐（グレッグ准将の従弟）の2個旅団で構成されていた。この戦闘の後半で到着した援軍は、アルフレッド・T・A・トーバート准将の師団、ジョージ・カスター准将とウェズリー・メリット准将の旅団、トマス・C・デビン大佐の旅団から1個連隊だった。

## 戦闘

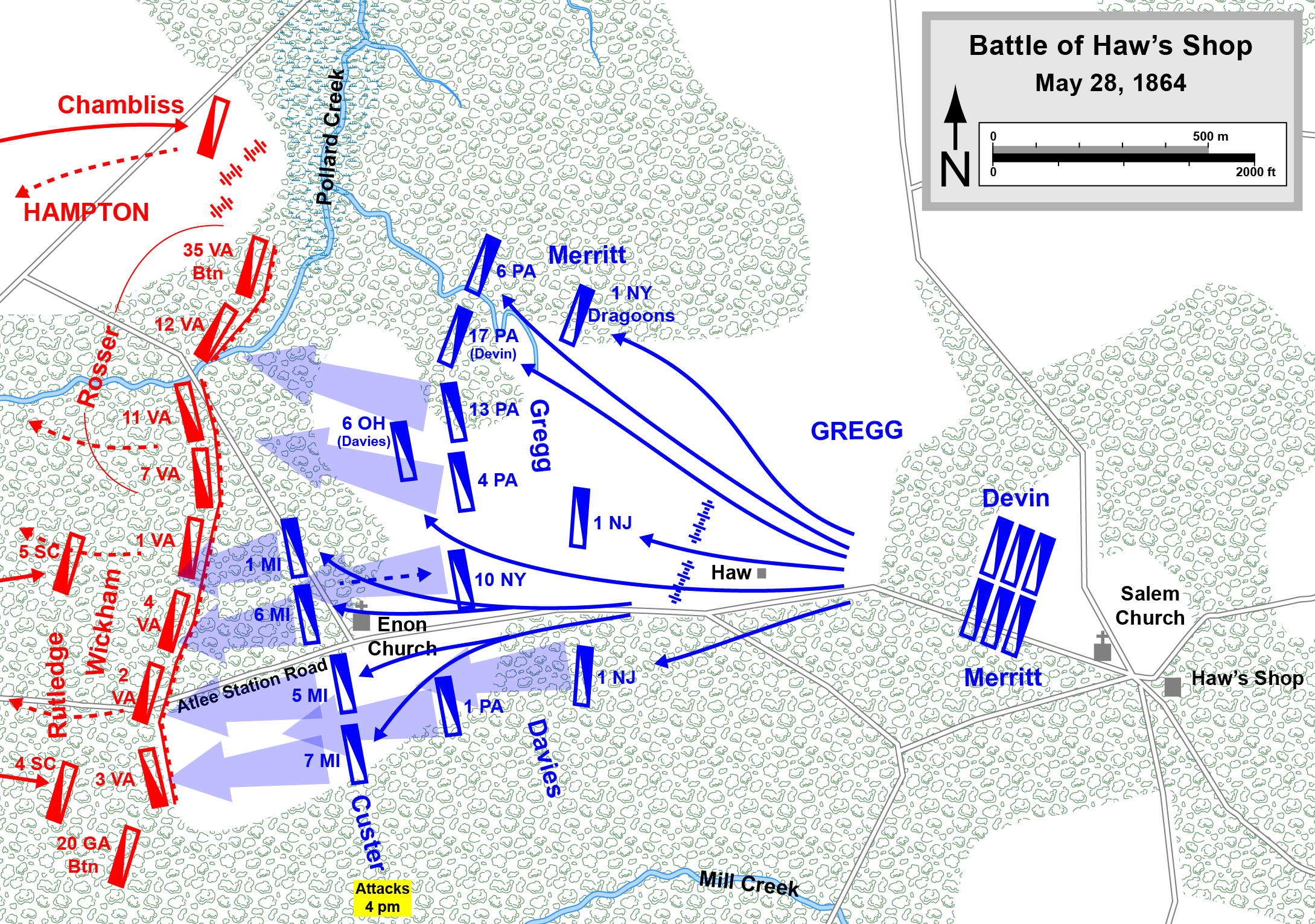
ホーズショップの戦いの動き

5月28日午前8時、ハンプトンはアトリーの駅から出陣した。グラントの歩兵隊がパムンキー川に架かる舟橋を渡る間に、グレッグがその騎兵師団を率いてハノーバータウンから西を探ってリーを探し、一方でトーバートの師団はハノーバー・コートハウスの方向にあるクランプのクリークに沿って哨戒を始めた。ハノーバータウンの西3マイル (5 km) で、ホーの店と呼ばれる大きな鍛冶屋の先1マイル (1.6 km) に、エノン教会の所でグレッグの部隊がハンプトン隊に遭遇した。南軍の騎兵は林のある地域で下馬しており、急ぎ丸太やレールを使って胸壁を作っているところであり、砲兵から十分に援護を受けていた。デイビーズがハンプトン隊の前面にニューヨーク第10騎兵隊の哨戒部隊を配置したが、ハンプトン隊の前衛であるバージニア第2騎兵隊がその哨戒部隊を後退させた。南軍はエノン教会の背後にある森でウィッカムのバージニア騎兵4個連隊に前線を作らせ、ロッサーの部隊と騎馬砲兵をその左翼に置いた。その部隊は浅い射撃壕を掘り、丸太とフェンス用レールの胸壁で対峙した。北にはクランプ・クリークの湿地がある支流、南はミル・クリークがあったので、陣地を変えるのは不可能だった。ハンプトンは勢力に劣る北軍を眺めて、「我々は今望む所にヤンキーを捕まえたぞ」と言ったと伝えられている。
ハンプトン隊が攻撃できる前に、アービン・グレッグの旅団が到着し、デイビーズ隊の右手に移動しその側面を伸ばした。北軍騎馬砲兵2個大隊がホーの家「オーク・グローブ」の真西で大砲を据えた。南軍の乗馬しての突撃の後を下馬した兵士が追い、ペンシルベニア第1騎兵隊に撃退されたが、ペンシルベニア部隊は間もなく両側面を衝かれた。ニュージャージー第1騎兵隊の下馬した兵士がその救援に駆けつけ、戦線を安定させた。ハンプトンはサウスカロライナ第4騎兵隊の新兵をその右手に送り出し、デイビーズの次の突撃に銃火の壁で応じた。これら南軍兵はエンフィールド・ライフル銃を携行しており、北軍騎兵が装備していたカービン銃よりも射程が優れていたので、256名を戦死または負傷させた。デイビーズが戦場に乗り入れたときに、そのサーベルがミニエ銃弾によって2つに折られ、馬の尾が切り取られた。北軍兵は7連発のスペンサー連発銃を装備していたので、その反撃も激しかった。あるペンシルベニア兵は、その部隊200名で18,000発を発砲したと推計した。そのカービン銃が大変熱くなったので、それを冷ますために時々発砲を休むしかなかった。
デイビース隊の最初の攻撃が急停止させられたので、アービン・グレッグ旅団の攻撃が南軍を押しのけられなかった。デイビッド・グレッグが、トーバートの師団から2個旅団を抜いていたシェリダン隊から援軍を派遣した。ウェズリー・メリット准将指揮下のトーバートの予備旅団がグレッグの前線を右方向に伸ばし、ハンプトンが新しく到着したシャンブリスの旅団で側面を衝かせようとした動きを阻止した。
ウィンフィールド・スコット・ハンコック少将の第2軍団が北に約1マイル (1.6 km) に控えていたので、援軍に呼ぶことのできる歩兵部隊は豊富にあった。シェリダンがそのような援助を要請したという文書による証拠は無いが、シェリダンは何年も後の備忘録でジョージ・ミードの指揮するポトマック軍から2個旅団を求めたと主張していた。ミードはハンコックの部隊兵があまりに「疲れていた」ので、その要請を断ったと考えられている。
ジョージ・カスター准将が指揮するトーバートのもう1つの旅団が午後4時頃に到着した。カスター隊は下馬して、あたかも歩兵であるかのように長い2列の戦闘隊形を組んだ。しかし、カスターはその部隊を前進させる時に乗馬したまま、帽子を振って敵軍に十分に見せるようにし、その鼓笛隊に「ヤンキードゥードゥル」を演奏させることで兵士を鼓舞した。北軍騎兵はこの攻撃で激しい銃火と砲撃を受けて41名を失い、向こう見ずなカスターの場合はこの戦争で7頭目となる馬を失った。カスターは後にその旅団が、ホーズショップの戦いで、この方面作戦のどの戦闘よりも多くの損失を受けたと主張していた。一方、戦場の北端では、南軍が北軍の下馬した騎兵を歩兵だと見誤り、これをハンプトンに伝えていた。ハンプトンはその騎兵隊が歩兵の攻撃で孤立し圧倒されることを心配し、撤退を始めさせる命令を出した。ハンプトンは捕虜から、パムンキー川を渡っていた北軍2個軍団の位置に関する情報を得たところであり、それは自分に与えられた偵察任務が十分に果たされたことを意味していた。
南軍の各旅団は北から南に後退した。シャンブリス、ロッサー、ウィッカムの旅団が離れると、ラトリッジとジョージア第20大隊が発見された。カスター隊が突撃を掛けることでその状況の有利さを生かし、ジョージア部隊を圧倒し、その指揮官であるジョン・M・ミレン大佐を殺し、多くの兵士を捕虜にした。デイビースの旅団がこの攻撃に合流したので、残っていた南軍の戦列が崩れて潰走したが、夜が来るまでにハンプトンの騎兵隊は無事トトポトミー・クリークの西に移動できた。

## 戦闘の後
ホーズショップの戦いは7時間以上継続し、1863年に起きたブランディ・ステーションの戦い以来となる損失の多い騎兵戦となった。ほとんどが下馬した騎兵によって戦われ、その多くが土盛り工作物で守られていたので、東部戦線で以前にあった騎兵戦と比べて異常な戦闘となった。
北軍の損失は、グレッグの師団で256名、カスターの旅団で41名だった。この中にはミシガン第5騎兵隊の兵卒ジョン・ハフが含まれており、イェロータバンの戦いでJ・E・B・スチュアートに致命傷を負わせた兵士だった。南軍の損失が公式に報告されることはなかったが、北軍は戦闘後に敵兵の死体187体を埋葬し、負傷兵40ないし50名を改修し、サウスカロライナ兵80名を捕獲したと主張していた。グレッグは「超えることのできないような勇気とやけくそで抵抗した」南軍に敬意を表した。後にこの戦闘は「第2師団が最大級に厳しかったと常にみなしていた」ものだったと記していた。
両軍がこの戦闘での勝利を主張した。シェリダンはハンプトン隊を戦場から駆逐し、再度北軍騎兵隊の南軍騎兵隊に対する優秀さを示したと豪語した。しかし歴史家のゴードン・レイは、ハンプトン隊がトトポトミー・クリークの前で孤立し脆弱になっている間に、シェリダンがその部隊を破壊する機会を逃しており、その騎兵軍団全軍を宛てておればそれを成就できたかもしれないと、批判していた。またハンプトン隊の後に回る道路の幾つかに部隊を動かすよりも、損失を出すことになる正面攻撃に労力を使っていたともしていた。
ハンプトンの勝利の主張もそれなりのものがある。シェリダンがリー軍の配置を知ることを阻止し、北軍の前進を7時間遅らせていた。リー将軍は求めていた貴重な情報を手に入れていた。このときリーは、グラントが力づくでパムンキー川を越えたことを知ったが、グラントが採る次の手段についてはまだ不明のままであり、それゆえにその後の展開を待った。両軍は5月30日のトトポトミー・クリークの戦い（ベセスダ教会の戦いとも呼ばれる）で戦うことになった。